# Геновева
Геновева (нем. Genoveva), Op. 81 — единственная опера Роберта Шуманa на либретто Роберта Райнека и композитора. Написана в 1848 году. Первое исполнение состоялось 25 июня 1850 года в городском театре Лейпцига, выдержав только три представления. Полученные отрицательные отзывы повлияли на желание Шумана больше опер не писать. Либретто основано на истории Женевьевы Брабантской.

## Записи
Арнонкур, Teldec, 1998